# Jan Hupka (chemik)
Jan Hupka (ur. 14 maja 1948 w Gdańsku) – polski chemik, profesor, specjalista z zakresu ekologicznych aspektów technologii chemicznej. Prorektor ds. badań naukowych i wdrożeń Politechniki Gdańskiej (kadencja: 2008–2012). Kierownik Katedry Technologii Chemicznej.

## Życiorys
W 1971 r. uzyskał dyplom magistra inżyniera z technologii chemicznej i rozpoczął pracę w Zakładzie Inżynierii i Aparatury Chemicznej na Wydziale Chemicznym Politechniki Gdańskiej. W roku 1978 uzyskał stopień doktora nauk technicznych z inżynierii chemicznej, a w roku 1989 stopień doktora habilitowanego z zakresu technologii chemicznej. W roku 2001 uzyskał tytuł profesora, a od 2006 roku jest profesorem zwyczajnym PG. Na Wydziale Chemicznym PG od 2005 roku pełni funkcję Prodziekana ds. Rozwoju oraz jest kierownikiem Katedry Technologii Chemicznej. Kilkuletni staż naukowy odbył w University of Utah (Salt Lake City, USA), z którym współpracuje nadal.

## Dorobek dydaktyczny
Jest promotorem 29 doktoratów (2019).

## Nagrody i wyróżnienia
- 2001 - Krzyż Kawalerski Orderu Odrodzenia Polski[4]